# Mario Bucher
Mario Bucher (* 1991 in Urswil bei Hochdorf LU; heimatberechtigt in Romoos LU) ist ein Schweizer Politiker (SVP).

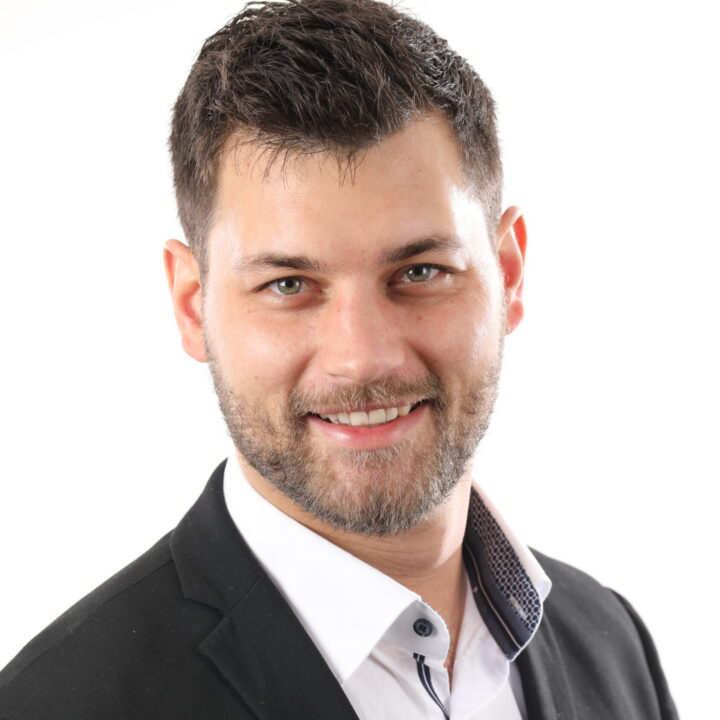
Mario Bucher (2022)

## Leben
Mario Bucher besuchte die Primarschule in Hildisrieden und Hochdorf. Nach der Sekundarschule entschied er sich für eine Berufslehre zum Koch EFZ und bildete sich später zum Diätkoch EFZ weiter. 2016 machte er das Wirtepatent.
Bucher startete seine politische Karriere in Emmen. 2016 wurde er mit 2'501 Stimmen in den Einwohnerrat von Emmen gewählt. Bei den Wahlen 2020 wurde er in diesem Amt bestätigt. 2023 trat er zurück. Bei den Kantonsratswahlen 2019 im Kanton Luzern holte Bucher 6'379 Stimmen im Wahlkreis Hochdorf. Damit landete er auf dem 3. Ersatzplatz. Nach dem Rücktritt von Urs Dickerhof konnte Bucher bereits im Dezember 2020 nachrücken. Er nahm fortan Einsitz in der Kommission für Justiz und Sicherheit (JSK). Bei den Kantonsratswahlen 2023 holte Bucher 5'128 Stimmen und wurde somit in seinem Amt bestätigt. Er sorgte mit seiner Forderung zur Einführung des Schaffhauser Modells bei Wahlen und Abstimmungen für Schlagzeilen. Die Forderung nach einem Stimmzwang wurde vom Kantonsrat jedoch abgelehnt.